# Masaru Shintani

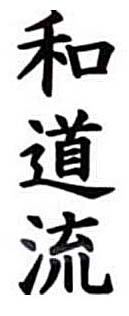
Wado-ryu écrit en kanjis.

Sensei Masaru Shintani (まさる しんたに), 9e dan de karaté wadō-ryū, né le 3 février 1927 et décédé le 7 mai 2000, est un maître de karate qui a introduit le Wadō-ryū  au Canada et a fondé la Fédération de Karaté Shade Wai-Kai. Il est élève du fondateur du style, sensei Hironori Ōtsuka. 

## Autres disciplines
- Judo (柔道), 3e dan
- Aikido (合気道), 1er dan
- Kendo (剣道), 1er dan

## Katas
Ordre d'étude traditionnel des katas dans son école :
- Pinan Shodan
- Pinan Nidan
- Pinan Sandan
- Pinan Yodan
- Pinan Godan
- Kushanku
- Seishan[2]
- Naihanchi
- Chinto[2]
- Wanshu